# Duurswold (streek)
Duurswold of de Woldstreek, vroeger ook De Wolden of Zevenwolden, is een landstreek gelegen in het centrale gedeelte van de Nederlandse provincie Groningen. 
De dorpen van Duurswold vormden in 1808 de nieuwe gemeente Slochteren. Deze gemeente werd in 1811 opgesplitst in drie gemeenten, namelijk Slochteren, Harkstede en Siddeburen. De laatste twee werden respectievelijk in 1821 en 1826 opnieuw bij Slochteren gevoegd. Bij een grenswijzigingen werden in 1963 tevens delen van Ten Boer en Loppersum aan de gemeente Slochteren toegevoegd, nadat die door de verbreding van het Eemskanaal van de rest van de gemeente waren afgesneden.
De landbouwstatistiek van 1912 behandelde de Woldstreek als een afzonderlijk landbouwgebied. Sinds 1991 wordt de Woldstreek - samen met het Oldambt - gerekend tot de Oostelijke Bouwstreek in Groningen.

## Indeling
Duurswold valt grotendeels samen met de voormalige gemeente Slochteren. Oorspronkelijk was het een van de drie onderkwartieren van Fivelingo. 
De landstreek bestond vanouds uit zeven streek- of lintdorpen en werd daarom de 19e eeuw Zevenwolden genoemd. Dit betreft de kerspelen Harkstede, Scharmer, Kolham, Slochteren, Schildwolde, Hellum en Siddeburen. Froombosch gold niet als een zelfstandig dorp. Bij drie middeleeuwse kerspelen (Klein Harkstede, Oostwold en Heidenschap) was de kerk verloren gegaan. In de buitengebieden ontstonden in de 19e eeuw nieuwe dorpen, namelijk Lageland, Overschild (op de grens met Ten Boer), Steendam, Tjuchem en Woudbloem.
Tot Duurswold behoren verder de buurtschappen en gehuchten Bokhörn, Borgweg (deels), Denemarken, Eelshuis, Foxham, Gaarland,  De Hammen, Heidenschap, Klein Harkstede, Langewijk, Leentjer, De Paauwen, Roeksweer, Ruiten, Schaaphok,Siddebuursterveen, Wilderhof. De namen van de buurtschappen Akkereinden, Bovenhuizen, Buitenhuizen, Gaarveen, Hamweg, De Hole, Huisweren, Oosterweeren, Oostwold, Schildhuizen, Uiterburen, Uitham (Den Ham), 't Veen, Veendijk, Weereweg en De Zanden zijn in onbruik geraakt. 
Aanvankelijk werd ook het voormalige kerkdorp Heidenschap tot Duurswold gerekend, dat echter na de Reductie bij Garmerwolde werd gevoegd. Niet tot Duurswold behoorden daarentegen de buurtschappen Blokum, Graauwedijk en Luddeweer, die tot het kerspel Woltersum werden gerekend. Ze vielen daardoor onder de gemeente Ten Boer en werden pas in 1963 – samen met Heidenschap – bij Slochteren gevoegd.

### Rechtspraak en waterstaat
Duurswold bestond in de 17e en 18e eeuw uit meerdere rechtstoelen, die ieder vermoedelijk tot 1803 een eigen rechthuis en een gerichtplaats hadden:
- Siddeburen en Oostwold (Siddeburen, het Oude Regthuis)
- Hellum en half Schildwolde (Hellum)
- Slochteren, Kolham, Foxham en half Schildwolde (Slochteren, Het Hoogehuis)
- Scharmer
- Lutke- en Groot-Harkstede

Deze rechtstoelen behoorden tevens tot verschillende zijlvesten of waterschappen, namelijk het Slochter- en Scharmerzijlvest, het Woldzijlvest en het Oostwolderzijlvest, die in 1871 opgingen in het Waterschap Duurswold.
Rechtspraak en waterstaatsbestuur waren tot in de Franse tijd grotendeels in handen van enkele borgenbezitters, met name de bezitters van de Fraeylemaborg, Klein Martijn, Schattersum en het Huis te Farmsum. Die oefenden tot ver in de 19e eeuw ook andere heerlijke rechten uit, zoals het jacht- en visrecht en het collatierecht. Duurswold was daardoor de landstreek  met het meeste feodale relicten in de provincie Groningen.

## Landschap
De bewoners van Duurswold werden vroeger wel Woldjers genoemd, ter onderscheiding van Kleikers uit de wierdedorpen in het noorden. De bodem was er slechter en de mensen minder welvarend, aldus Nicolaus Westendorp in 1839:
Deze landstreek. is in het oog van den bewoner van den kleibodem, vooral des zomers, aangenaam, wegens de geheel andere hoedanigheid van den grond, de ligging, de boschrijkheid, de eiken, de boekweit, den toestand en aard der landerijen, en wat dies. meer zij. Er heerscht bij verscheidenen eene zekere maat van welvaart, op de beste gedeelten namelijk, welke in de boerderijen zigtbaar is. Wij noemen de ingezetenen Woldjers en zij ons Kleikers en Hooglandsters.
Woldjers goldt op de klei tevens als een scheldwoord, onder andere als Woldjer spitspoepke of spitsgat ('magere koe', of ook wel een 'meisje van 't Wold').
Blode vouten, hanschen aan,
Zo kommen doar de Woldjers aan.
Het reliëf wordt bepaald door een boogvormige rug van keileem en dekzand, slechts enkele meters boven NAP, De zandrug is een restant van de voorlaatste ijstijd; het hoogste deel hiervan is de keileemrug waarop Siddeburen, Hellum en Schildwolde zijn gelegen. Ook enkele pingoruïnes dateren uit deze periode.
In het oostelijk gedeelte van Duurswold ligt een uitgestrekt meer met de naam Schildmeer, dat enkele eeuwen na de ontginningstijd als een veenplas is ontstaan. De aaneensluitende verkaveling aan beide zijden van het meer dateert uit de tijd van de eerste ontginningen.

## Naam
Duurswold komt pas in 1406 voor als Duirtswold, daarna in 1428 als Diurdiswolde, 1435 als Dyurdtswolt, 1457 als Dyverdtswolt, 1486 als Duyrdeswolde en 1506 als Duyrs-wolde. De verklaring is onzeker. Taalkundige Wobbe de Vries veronderstelde een wortel met het Oudfriese diar ('dier'), hetgeen naar de wilde dieren in het ontginningsgebied zou verwijzen. Anderen denken aan de persoonsnaam Diurt en de familienaam Diurdisma (1326). Mogelijk is de naam ontleend aan de ontginningsnederzetting Diurardasrip, die omstreeks het jaar 1000 wordt vermeld. 
Ook de naam van het Friese dorp Duurswoude (Fries: Duerswâld) werd tot in de negentiende eeuw geregeld gespeld als Duurswold.

## Geschiedenis

### Middeleeuwen
De naam Duurswold doet denken aan een bosrijke omgeving, maar in werkelijkheid kenmerkte het landschap zich door uitgestrekte veengebieden met moerasbos (wold), die vanaf de tiende eeuw zijn ontgonnen. De meeste bewoners vestigden zich uiteindelijk op de dekzandrug, die zich door akkerpercelen met houtwallen en eikenhakhout kenmerkte. Het centrale deel van Duurswold bestond daarentegen eeuwenlang uit moerassig hooiland. In het achterland bevonden zich intacte hoogveenpaketten die pas vanaf de zestiende eeuw werden ontgonnen. Het gebied ten zuiden van Siddeburen dat nu ruim een meter beneden de zeespiegel ligt, werd om die reden niet overstroomd door de Dollard. Nog bij de Allerheiligenvloed van 1570 raakte hier een hoogveenbank met een huis op drift.
De eerste bewoners kwamen van verschillende kanten. De oudste nederzettingen waren waarschijnlijk randveenontginningen bij Bouwerschap (Ten Boer), De Paauwen, Tjuchem en Meedhuizen. Grootschalige ontginning had plaats vanaf de oevers van de Slochter Ae en de Kleisloot, waarna de kolonisten langs het Schildmaar dieper landinwaarts trokken. De nederzettingen vormden uiteindelijk twee halve cirkels rond deze riviertjes, gescheiden door de Benningsloot, die de westgrens van de ontginningen rond Slochteren markeerde. De ontginners van Schildwolde, Slochteren, Kolham en Scharmer kwamen kennelijk uit de omgeving van Wittewierum en Ten Post, die van Harkstede uit de omgeving van Woltersum.
Rond Siddeburen kwamen de kolonisten uit het noorden, terwijl ze in Oostwold misschien vanaf de oevers van de Sijpe hun werk begonnen. Hellum kwam kennelijk als laatste aan bod. Dit dorp werd vanuit de omgeving van Garrelsweer ontgonnen, maar later bij het decanaat Farmsum gevoegd. De grens tussen de decanaten Loppersum en Farmsum viel later samen met de grens tussen Schildwolde en Hellum. Door het aftappen van het Schildmeer via het Garreweerstermaar en later De Groeve kon de waterstand in dit gebied drastisch worden verlaagd.
Hoewel de hoofdlijnen van de ontginning zich op oriëntatiepunten als de kerken van Loppersum en Thesinge en de wierde van Marsum oriënteerden, lijkt men de verdeling van het nieuwe land hier toch vooral vanaf de oevers van het Schild te hebben aangevat. De kolonisten vestigden zich vrij snel op de waterscheiding die de onderliggende dekzandruggen markeerde. Het hele gebied was met een metersdik veenpakket bedekt, dat echter geleidelijk verteerde. Vanaf de dertiende eeuw had men te kampen met toenemende wateroverlast. Om dit te beteugelen werden de Graauwedijk en de Borg (langs de Borgwatering en de Borgsloot bij Tjuchem) aangelegd. Door het ontstaan van het Schildmeer werd het gebied van Schildwolde en Hellum in tweeën gesneden. Uiteindelijk werd het gebied ten noorden van het Schildmeer en rond Tjuchem grotendeels verlaten; het diende vooral als hooiland voor de wierdedorpen in het noorden.
De kerk van Slochteren fungeerde als de hoofdplaats van zuidelijk Duurswold; hier werd de seend gehouden. Kolham is een dochternederzetting van Slochteren, terwijl Scharmer zich weer van Kolham lijkt te hebben afgesplitst.  Het gebied van Harkstede, Klein-Harkstede, Heidenschap en Lageland vormde een afzonderlijk ontginningsblok, ingeklemd tussen de oudere ontginningen van Garmerwolde en Slochteren. Het water uit dit gebied stroomde via de Kleisloot naar de Fivel bij Woltersum. Later werd dit water - samen de afwatering van de Scharmer Ae - via het Lustigemaar via het Westerwijtwerdermaar een tijdlang naar het westen afgeleid, totdat het Scharmerzijlvest rond 1300 aansluiting vond bij het Generale Zijlvest der Drie Delfzijlen.
De ontginningsactiviteiten werden vermoedelijk geleid door adellijke families met een omvangrijk grootgrondbezit en goede relaties met hogere wereldlijke en kerkelijke instanties. Ieder dorp had vanaf de dertiende eeuw een of meer steenhuizen met een dubbele heerd, waar de hoofdelingenfamilies resideerden, die op een of andere manier van deze ontginners afstamde. De omgeving van Siddeburen had nauwe banden met de heren van Farmsum en oorspronkelijk ook met de abdij van Werden, die hier omvangrijk grootgrondbezit had. In Slochteren resideerden de families Hagginga en later Fraeylema, in Hellum de Menalda's. De ontginning van zuidelijk Duurswold stond mogelijk onder leiding van de voorouders van de Snelgera's van Scharmer, die (delen van) van de dorpen Scharmer, Kolham, Slochteren, Wittewierum en Woltersum in 1266 en 1323 in leen hadden van de graven van Bentheim. Op hun beurt waren dit verre afstammelingen van de graven van Midden-Friesland die hier in de elfde eeuw macht uitoefenden. In 1392 droeg de graaf van Bentheim de rechtspraak in deze dorpen op aan Clawes Schulte, een burger van Groningen die tevens hoofdeling te Scharmer en Woltersum was; later vererfden deze machtsposities op de familie Rengers te Scharmer en Ten Post. 
De omgeving van Harkstede was eerder georiënteerd op de omgeving van Woltersum en Bouwerschap. De familie Rengers bezat later een of twee steenhuizen en omvangrijke landerijen rond Blokum en Roeksweer, van waaruit ooit de ontsluiting van dit gebied is begonnen. Ook de gronden tussen de Scharmer Ae en de Slochter Ae waren in hun bezit. Andere steenhuizen bevonden zich in Siddeburen (Ewens, Ufkeshuis), Harkstede en Kolham.
Pas in 1435 trad Duurswold voor het eerst als een zelfstandig district op; een document van 1437 vermeldt de hoofdelingen, rechters en meene meente. Het aangrenzende dorp Wagenborgen maakte zich rond 1400 los van Fivelingo en voegde zich bij het Oldambt.

### Nieuwe tijd
In de zeventiende en achttiende eeuw bleef Duurswold een geïsoleerd en waterrijk gebied van (meest) eenvoudige boeren, die voor het verkeer met Appingedam en Groningen vooral van de scheepvaart afhankelijk waren. Er woonden echter ook rijke boerengeslachten. In de meeste dorpen stonden een of meer buitenplaatsen, onder andere van de families Clant, Ringels, Ripperda, Schatters en Wiarda. 
Invloedrijk was vooral de familie Rengers, die onder andere op de Fraeylemaborg resideerde. Hun bezittingen vererfden grotendeels op Henric Piccardt, die rond 1700 heer van Slochteren, Kolham en Harkstede werd. De borg kwam vervolgens in 1867 in handen van de orthodox-hervormde familie Thomassen à Thuessink van der Hoop van Slochteren, die ruim een eeuw lang zijn stempel op het politieke en sociale leven van de gemeente Slochteren drukte. In Schildwolde was de familie Wijchgel actief, die de borg Schattersum in 1822 liet vervangen door de buitenplaats Wijchgelsheim (afgebroken in 1880). Op Klein Martijn in Harkstede resideerde sinds 1818 de jurist Johan Hora Siccama, die vooral bekend werd door filantropische projecten; de borg werd in 1896 gesloopt. Overveen te Scharmer werd een tijdlang bewoond door notaris Theunis Haakma Tresling (1769-1828), afkomstig uit een regentenfamilie in de Stad, die tevens overste schepper van het Generale Zijlvest der Drie Delfzijlen was. Hij werd als zodanig opgevolgd door door Wiardus Hora Siccama (1791-1867) op de Fraeylemaborg, die als borgheer tevens leiding gaf het Woldzijlvest. Op het landgoed Huis te Tilburg te Borgweg (gesloopt in 1925) resideerde de familie Ringels van Arnhem. Verder stond er nog een handvol buitenplaatsen elders in de gemeente (Ballinga, Jagtlust, Nijenhof, Rozenborg, De Ruiten, Uytkema, Vinckersum, Voorborg, Vossenborg, Werk en Rust, Wittenplaats en Zorgvliet). 
De belangrijkste borgenbezitters, vaak van burgerlijke huize, drukten  hun stempel op rechtspraak, kerkbestuur en de waterstaat, waarbij zij als dorpsheren probeerden de dienst uit te maken. Slochteren, Kolham en half Schildwolde werden bestuurd door de bezitters van de Fraeylemaborg; Hellum en de andere helft van Schildwolde door de heren van Wijgchelsheim, terwijl de heerlijke rechten op Harkstede verbonden raakten met Klein Martijn. Siddeburen viel onder het Huis te Farmsum. In de meeste dorpen bevonden zich rechtstoel, collatie en schepperij echter niet in dezelfde hand.
Sinds 1851 werden de waterschapsbestuurders door de ingelanden verkozen; Hora Siccama had kennelijk hun vertrouwen en bleef tot zijn dood in functie. Het vasthouden aan heerlijke rechten als het jacht- en visrecht (en ook het collatierecht) leidde aan het einde van de 19e eeuw tot juridische conflicten met andere gerechtigden die ontkenden dat de voormalige dorpsheren deze rechten bezaten.
Duurswold was in de 17e en 18e eeuw vooral een veeteeltgebied met roggeakkers op de hogere zandgronden, haverteelt op de overgangsgronden en boekweit op het veen. De streek exporteerde vanouds veel eikenhakhout van de houtwallen en sinds de 16e eeuw ook turf, vooral uit Slochteren, Scharmer en Siddeburen. Dankzij bodemdaling was er veel minder akkerland dan in de middeleeuwen. Het gebied had in deze periode steeds vaker te maken met wateroverlast, waardoor de doorgaande wegen alleen 's zomers gebruikt konden worden. De binnenscheepvaart werd daardoor steeds belangrijker. Daarom werden schipsloten aangelegd die de afzonderlijke dorpen met de Slochter en Scharmer Ae en het Schildmeer verbonden. De hoge stadsweg door de dorpen vormde de belangrijkste wegverbinding vanuit de stad Groningen naar oostelijke Fivelingo en het Oldambt. Deze wagenweg stond deels onder toezicht van de stad Groningen, deels onder toezicht van het Woldzijlvest.
In 1660 werd het Slochterdiep aangelegd, waardoor de verbinding naar Groningen beter werd. Bij de Kerstvloed van 1717 stierven hier weliswaar slechts enkele mensen, maar wel werden er 145 huizen vernield; er verdronken ruim 1100 runderen (meer dan een kwart van het provinciale totaal) en ruim 400 paarden (38%). Dit gebeurde vooral in het laagland rond het Schildmeer en in Scharmer en Harkstede. Bij Scharmer, Harkstede en op kleinere schaal in Siddeburen werden vanaf 1767 veenderijen aangelegd, waar turf werd gebaggerd. Dat gebeurde deels door Friese ondernemers. Vanaf 1840 kwam hierin weer de klad en rond 1900 was het met deze baggelarij gedaan,
Pas door de bouw van poldermolens rond 1800 kwam het gebied geleidelijk tot bloei. Mede dankzij bemesting met wierdegrond en opgedolven woelklei werden de waterrijke hooilanden na 1870 herschapen in vruchtbaar akkerland. De oprichting van aardappelmeel- en strokartonfabrieken (onder andere te Woudbloem) gaven de landbouw een nieuwe wending. Duurswold maakte vanaf het einde van de 19e eeuw een soort inhaalslag door, waarbij de boerenstand zich door het voorbeeld van de herenboeren op de klei liet inspireren. Uit deze periode dateren veel monumentale boerderijen en rentenierswoningen. In de noordelijke dorpen oriënteerde men zich vooral op het Oldambt en het Hogeland, in de zuidelijke dorpen eerder op de Veenkoloniën. Ook de arbeidsverhoudingen in Schildwolde en Hellum (met achturige werkdagen en veel gelegenheid tot eigen grondgebruik) waren vergelijkbaar met die in het Oldambt. 
De meeste houtwallen en bospercelen werden in de 19e eeuw gerooid. Via het Schildmeer werd kalkhoudende klei en afgegraven wierdegrond uit de kleistreken aangevoerd. Deze humusgrond werd gebruikt om de armere zand- en veengronden in Duurswold en de Veenkoloniën te verrijken. Ten noorden van het Schildmeer werd ook veel kalkhoudende klei uit de ondergrond handmatig omhoog gewerkt.
Rond 1900 deed ook het socialisme zijn intrede in Duurswold. De jonge onderwijzer en oud-journalist Kornelis ter Laan wist in 1901 een zetel in de Tweede Kamer te bemachtigen, dankzij de brede steun die hij uit verschillende kring wist te winnen. In het zuiden van de gemeente liet de opkomende arbeidersbeweging rond de industrie van Hoogezand en Sappemeer zich merken. In Schildwolde en Hellum was vooral de socialistische landarbeidersvakbond actief. De plaatselijke afdelingen sloten zich meermalen aan bij de landarbeidersstakingen in het Oldambt. De Stichting Woningbouw Slochteren (in 2016 opgegaan in Lefier) verzorgde na de Tweede Wereldoorlog de bouw van honderden betaalbare sociale huurwoningen.

### Heden
Door verschillende ruilverkavelingen is de laatste decennia een open landschap ontstaan dat geschikt is voor grootschalige landbouw. Ten noorden van de zandrug ligt een klei- op veengebied dat ook tot Duurswold gerekend wordt. Dit lage kleigebied strekt zich uit van de Wolddijk bij Bedum tot aan Meedhuizen in de gemeente Eemsdelta.

## Waterstaat
De waterstaatkundige geschiedenis van Duurswold valt grotendeels samen met de geschiedenis vier zijlvesten: het Woldzijlvest, het Slochterzijlvest, het Scharmerzijlvest en het Oostwolderzijlvest. Daarvan was het Woldzijlvest, dat de Graauwedijk en het waterpeil van het Schildmeer controleerde, het belangrijkste. Het Slochter- en Scharmerzijlvest beheerden vooral de landerijen ten noorden van de Graauwedijk en ten zijden van de Ritzerdijk (langs het Slochterdiep).
Sinds het einde van de 18e eeuw veranderde het landschap diepgaand door de bouw van poldermolens, die het land verder drooglegden en ervoor zorgden dat de velden 's winters niet meer onder liepen. De molenpolders vormden een nieuwe bestuurslaag, die uiteindelijk opging in de grotere waterschappen.
De aanleg van het Eemskanaal (1866-1876) bracht de afstroom naar het noorden in het ongerede. In 1871 kwam het Afwateringskanaal van Duurswold gereed en brak een nieuwe periode aan. Van 1871 tot 1986 had Duurswold ook een eigen waterschap Duurswold, dat met name in 1970 in omvang groeide bij de grote waterschapshervorming van dat jaar. In 1987 ging het op in het waterschap Eemszijlvest, dat in 2000 langs het Eemskanaal werd opgesplitst tussen de waterschappen Noorderzijlvest en Hunze en Aa's.

## Kerkelijk
Kerkelijk waren de dorpen van Duurswold lange tijd in de grip van de hervormde orthodoxie. In de 19e en vroege 20e eeuw overheerste in Schildwolde, Hellum en Siddeburen de vrijzinnige prediking, waartegen het nodige verzet bestond. In het zuidelijke deel van de gemeente was dankzij het collatierecht van de invloedrijke familie Van der Hoop van Slochteren juist een orthodox-hervormd geluid te horen. Ten gevolge van de Afscheiding van 1834 ontstonden in Schildwolde (1836) en Siddeburen (1857) gereformeerde gemeenten. In Schaaphok werden sinds 1890 evangelisatiebijeenkomsten in een schuur gehouden. Hier werd 1915 een hervormde evangelisatie gebouwd in opdracht van de familie Van der Hoop. In 1906 was door hen al een grote kerkzaal te Froombosch (Bethel, Hoofdweg 102) gesticht, bedoeld als toekomstige dorpskerk. Uit de evangelisatie in Schaaphok ontstond in 1925 tevens een gereformeerde gemeente met een kerkgebouw aan de Hamweg te Harkstede. Ook in Tjuchem verrezen een gereformeerde (1925, samen met Meedhuizen) en een hervormde evangelisatie (1928). Christelijke scholen werden gesticht te Siddeburen, Overschild, Schildwolde, Slochteren, Kolham en Harkstede.
Het grootste deel van de gereformeerden in Schildwolde, Harkstede en Overschild nam in 1945 deel aan de Vrijmaking, waarbij ook de kerkgebouwen in handen kwamen van de Gereformeerde Kerken (vrijgemaakt) (nu Nederlands Gereformeerde Kerken). In alle drie dorpen werd daarna een nieuwe gereformeerde kerk gebouwd. 
Bij de hervormden leidde het aantreden van een generatie van neo-orthodoxe en vooruitstrevende predikanten na 1945 tot nieuw elan.  
Het Samen op Weg-proces leidde tot het ontstaan van gecombineerde gemeenten in Slochteren-Kolham en Harkstede-Scharmer. De gecombineerde gemeenten van Schildwolde en Overschild verenigden zich in 2016 met de vrijzinnige gemeenten van Hellum en Noordbroek tot De Woldkerken. De gemeenten van Slochteren-Kolham en De Woldkerken werken nauw samen onder de naam Woldstreekkerken. De hervormde gemeente van Siddeburen-Steendam-Tjuchem koos in 1981 voor een behoudende koers en bleef sindsdien zelfstandig (tot 1999 in een combinatie met Wagenborgen). Daarentegen gingen de gereformeerden aldaar zich in 2014 Protestantse Gemeente Siddeburen noemen. 
Siddeburen heeft een baptistenkerk uit 1930 (Singellaan 7) en Froombosch een Nieuw Apostolisch gemeente met een kerkgebouw uit 1923 (Hoofdweg 132), die veel leden ter plaatse heeft. In Siddeburen bestond rond 1900 een kleine gemeente van de Kerk van Jezus Christus van de Heiligen der Laatste Dagen. 
In de 17e en 18e eeuw bestond er in Duurswold tevens een kleine doopsgezinde gemeente met het zwaartepunt te Siddebuursterveen (Veendijk). In Kolham bevindt zich een Joodse begraafplaats, die werd gebruikt door de Joodse gemeente van Hoogezand en Sappemeer.

## Historische verenigingen
In de gemeente Midden-Groningen zijn meerdere historische verenigingen actief met tijdschriften waarin veel gegevens over de geschiedenis van Duurswold wordt gepubliceerd:
- Vrouger: Orgaan van de Historische Vereniging Scharmer-Harkstede en Omstreken (1996).
- Bie t Schildt: Tijdschrift van de Historische Vereniging voor de dorpen Hellum, Siddeburen, Steendam en Tjuchem (2001).
- Het Wold: Een tijdschrift over de geschiedenis van de dorpen Slochteren, Schildwolde, Overschild, Luddeweer, Woudbloem, Froombosch en Kolham (2004).

## Trivia
Duurswold is de naam van een flink aantal verenigingen, bedrijven en instellingen in de gemeente Midden-Groningen en elders. Daaronder waren een spaarbank (1846-1979), een rederijkerskamer, een Coöperatieve Landbouwvereniging, een Coöperatieve Zuivelfabriek, een Brandwaarborgmaatschappij en een streekblad.